# Mandorla

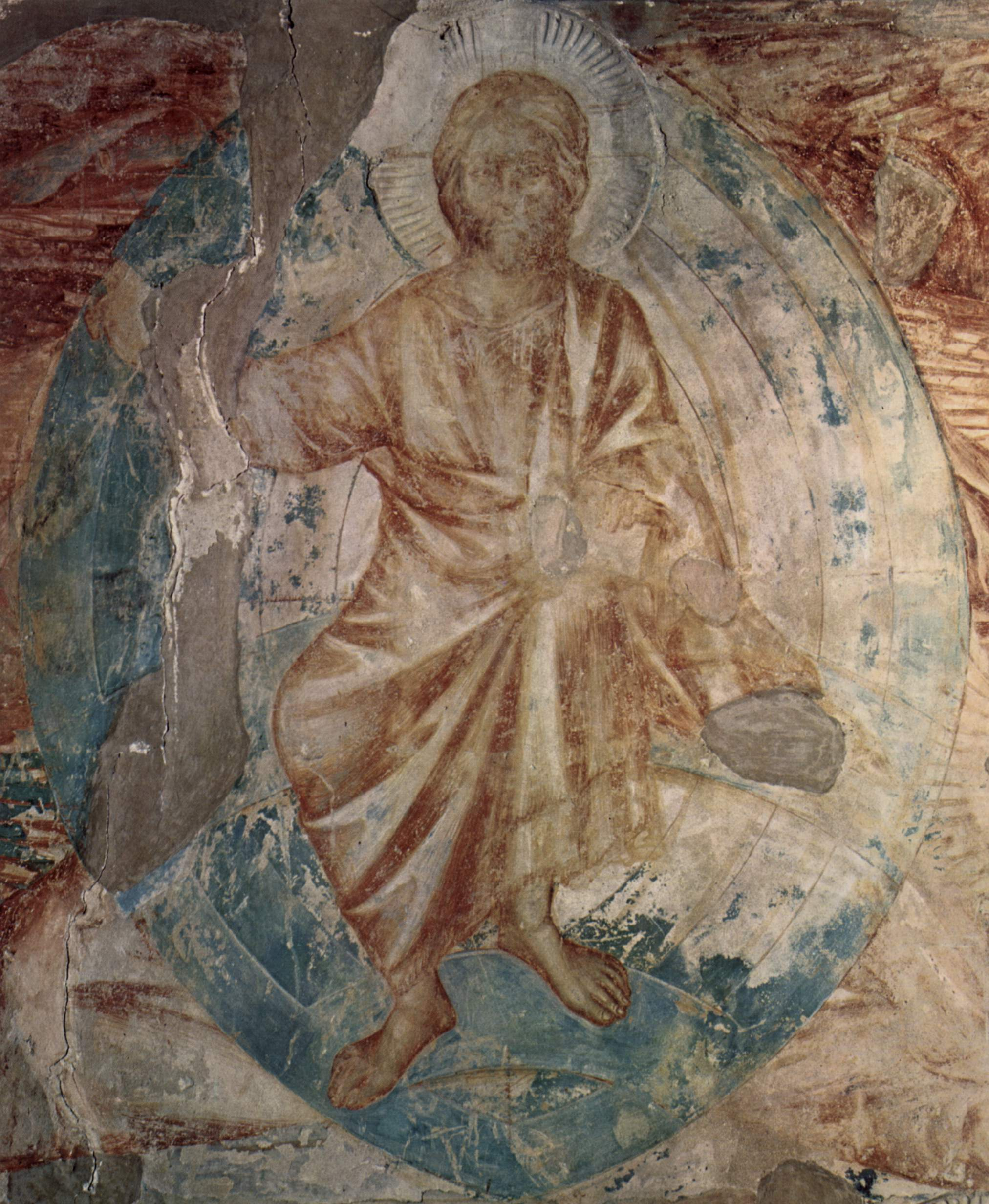
Chrystus Pantokrator na fresku w bazylice św. Franciszka w Asyżu

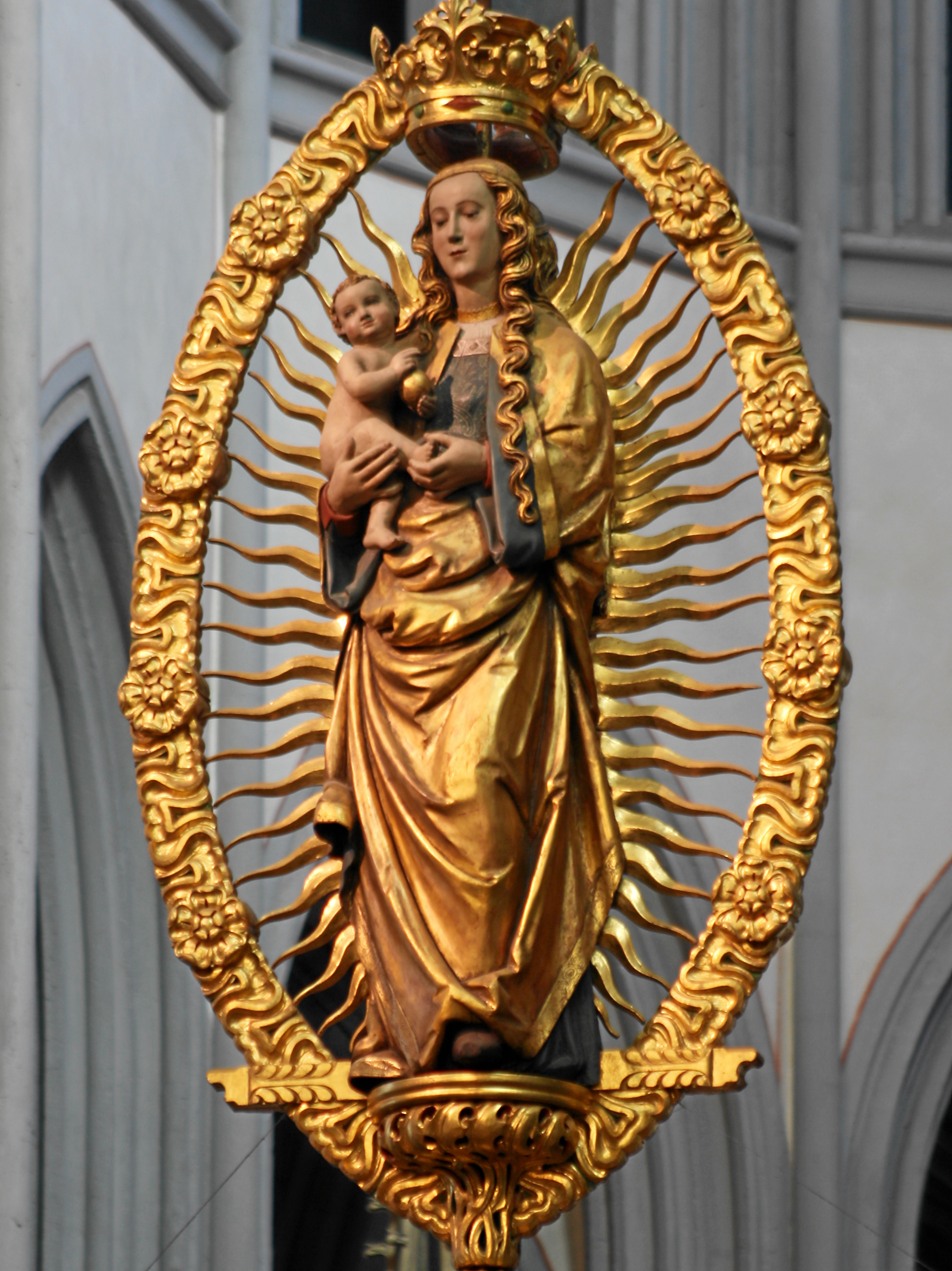
Rzeźba Maryi z Dzieciątkiem w katedrze w Altenbergu otoczona mandorlą

Mandorla (z wł. migdał) – w malarstwie i płaskorzeźbie owalna aureola otaczająca postać Jezusa, czasem także postać Maryi.
Mandorla symbolizuje i podkreśla boską naturę przedstawianej postaci. Najczęściej występuje przy przedstawieniach transfiguracji oraz Zbawiciela w siłach.
Jest to jeden z najstarszych motywów w sztuce sakralnej, bardziej archaiczny od powszechnie znanej aureoli w kształcie tarczy słonecznej. Mandorla najprawdopodobniej powstała w Egipcie, gdzie dominowali monofizyci. Najliczniej zachowana jest jednak w dziełach europejskiej sztuki romańskiej i wczesnośredniowiecznej, a także w sztuce bizantyńskiej.
Na początku przyjmowała kształt migdału (od którego wzięła nazwę) i miała kolor biały, symbolizujący czystość i boskość, lub biało-niebieski (kolor niebieski symbolizuje boską tajemnicę, ale także niebo). Potem przyjmowała także inne kształty (np. rombu) i kolory (m.in. czerwony). Pojawiało się też kilka mandorli na jednym obrazie, co miało wskazywać na różne aspekty boskości postaci.
Catherine Blackledge w swojej książce Wagina. Sekretna historia kobiecej siły wiąże mandorlę z pradawnym kultem waginy, uznając ją za symbol kobiecych narządów płciowych.

Choć chrześcijański świat zachodni stanowił dla sromu i powiązanej z nim symboliki środowisko wrogie, niektóre waginalne symbole religijne przetrwały do dziś. Do typowych tego rodzaju motywów europejskich dzieł sztuki i architektury należy mandorla – aureola w kształcie migdała, otaczająca postacie świętych. Skojarzenie migdałów z żeńskimi narządami płciowymi wynika przede wszystkim z podobieństwa kształtu. Według mitologii frygijskiej migdały pochodzą z waginy bogini przyrody i matki wszechrzeczy Kybele, której oddawano cześć w okresie od 6000 p.n.e. do IV wieku n.e. Być może dlatego w czasach rzymskich migdały uznawano za symbol płodności i obsypywano nimi państwa młodych.

Mandorla występuje również w malarskich przedstawieniach wizerunku Buddy.

## Galeria

Symbole vulvy
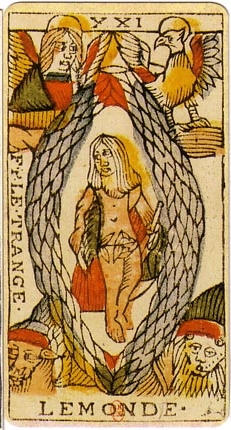
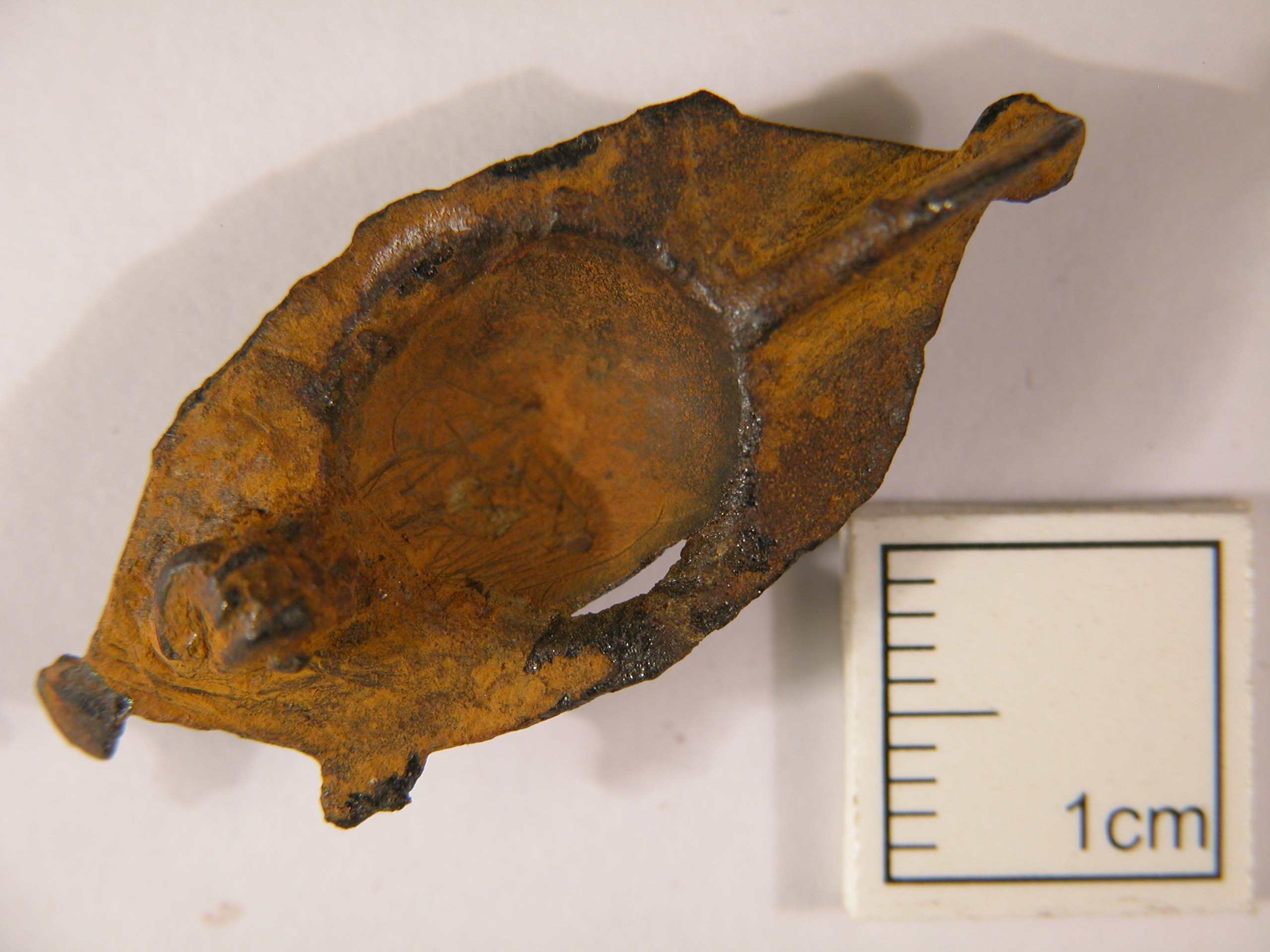
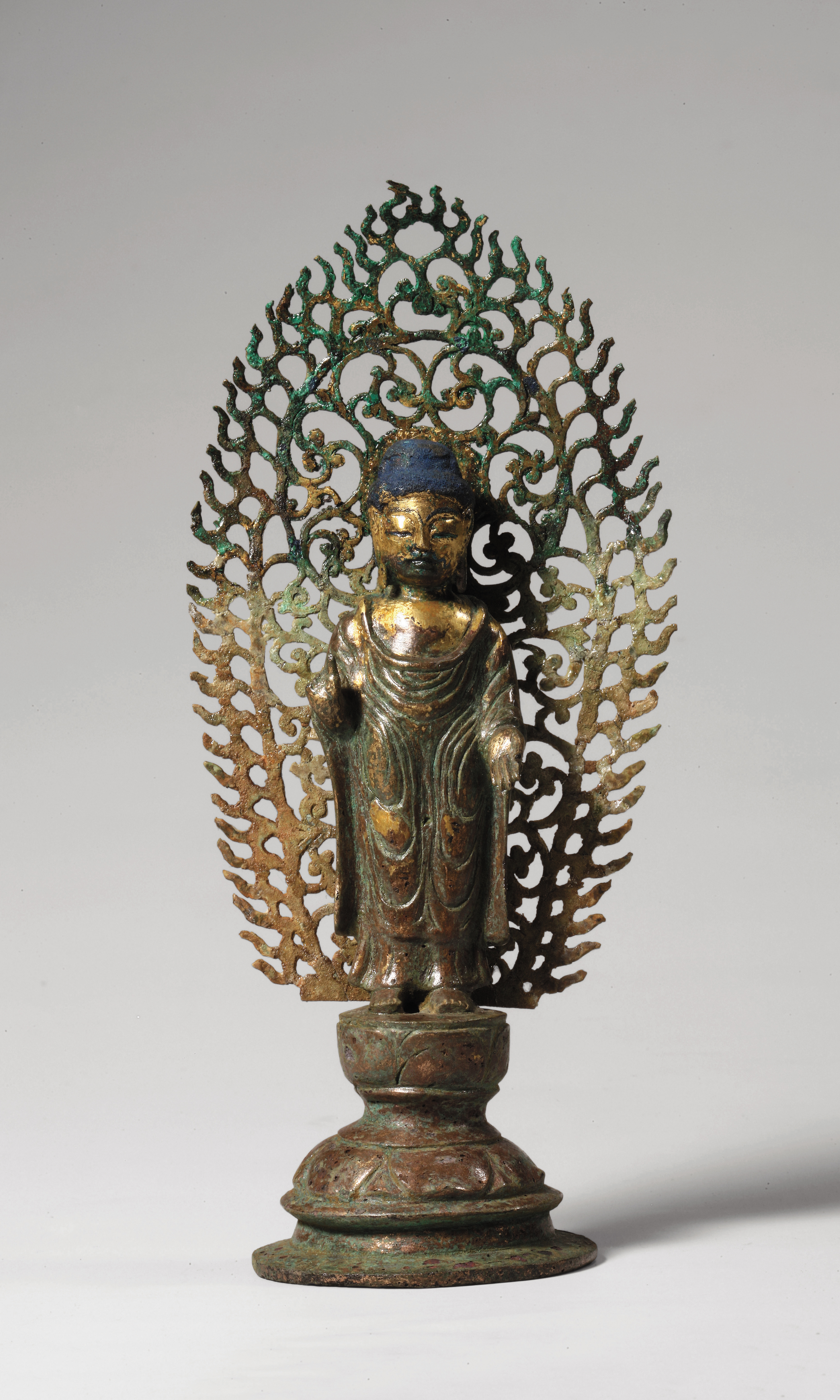
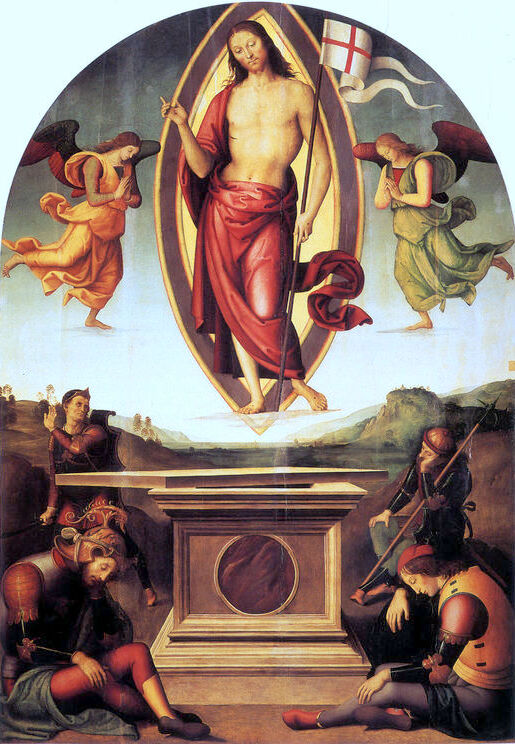
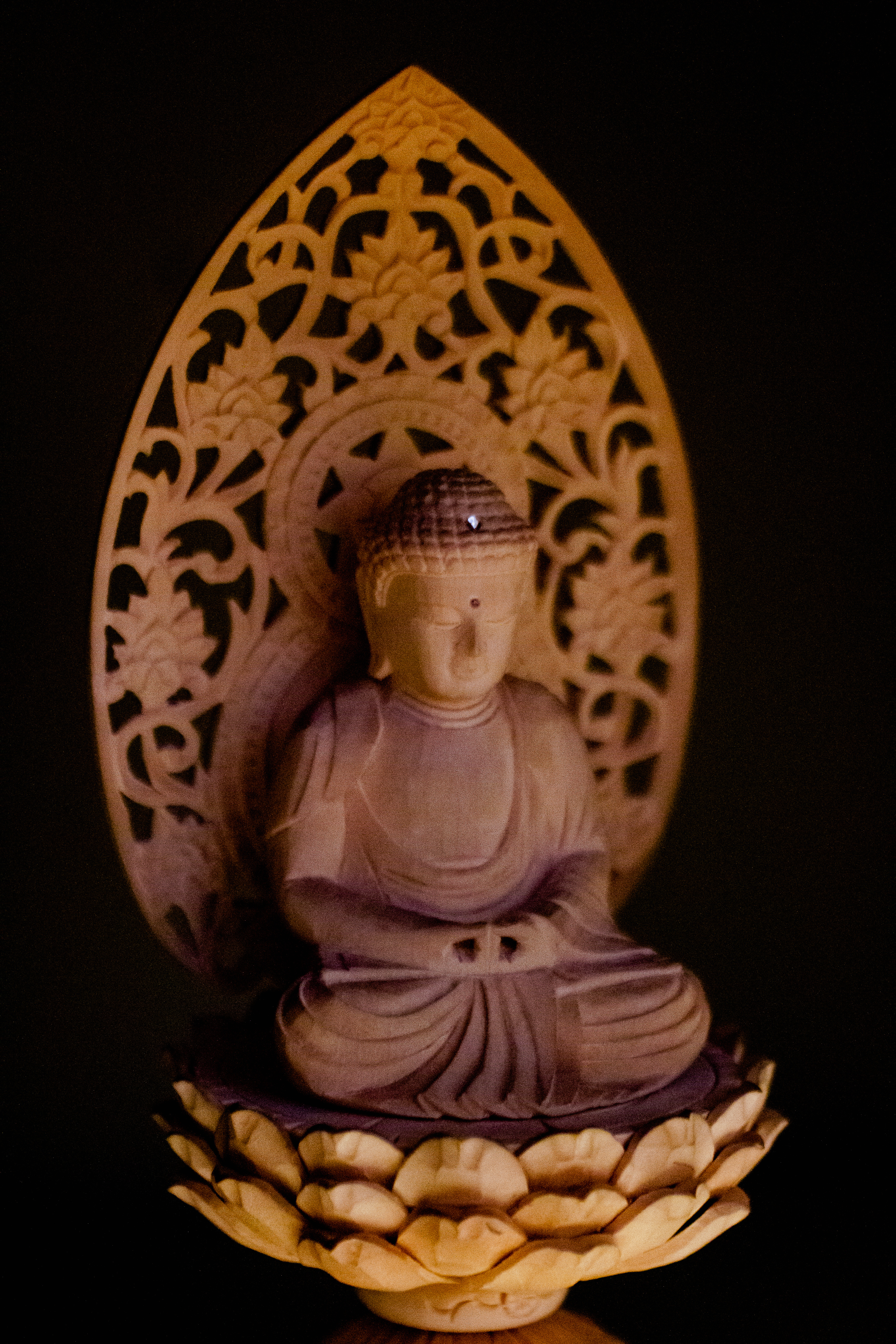
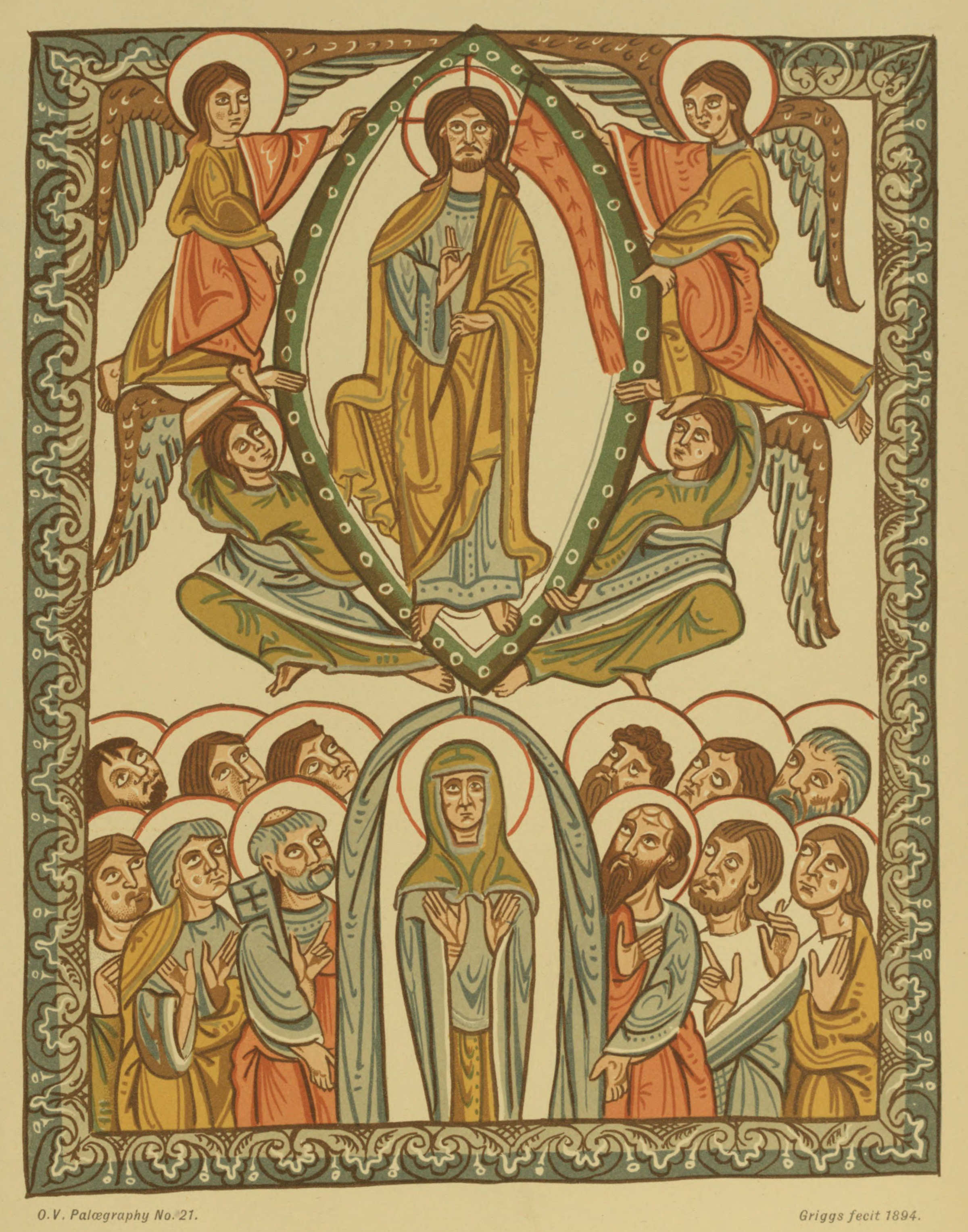
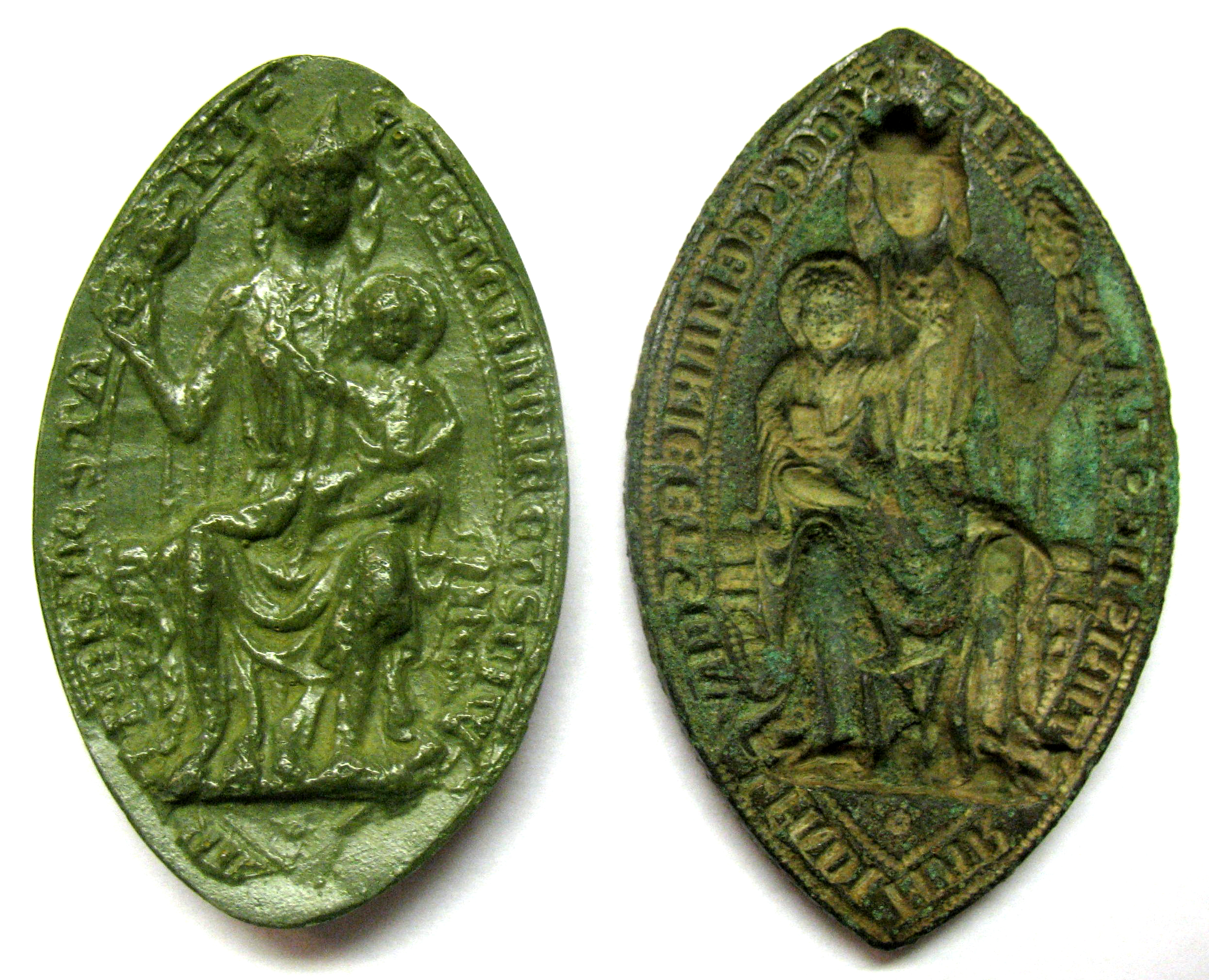
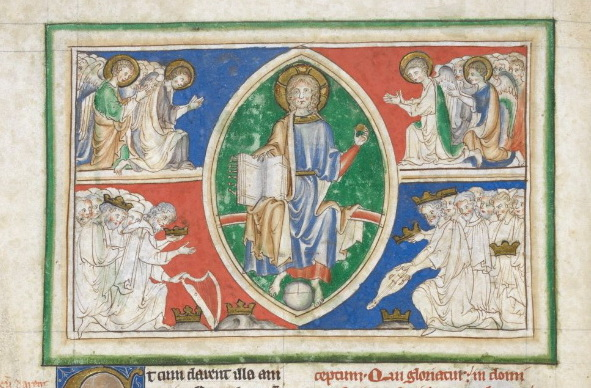
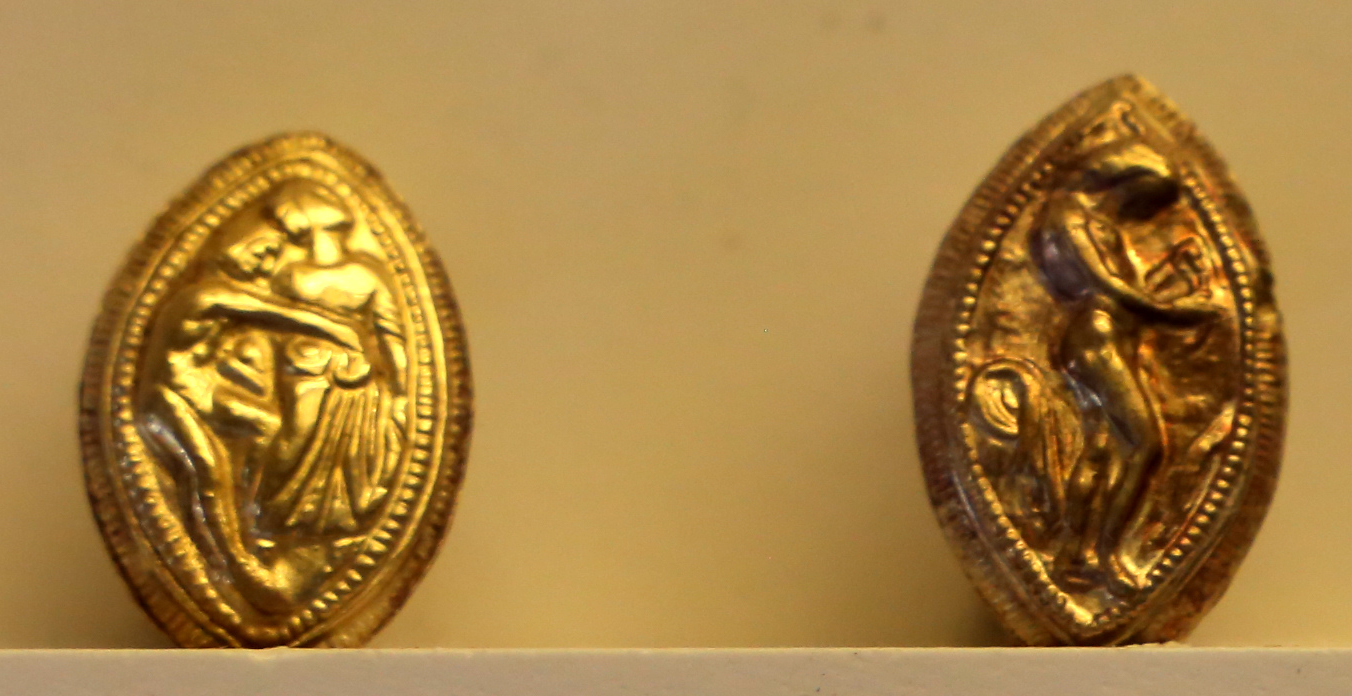
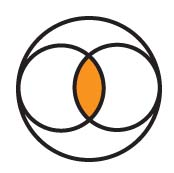
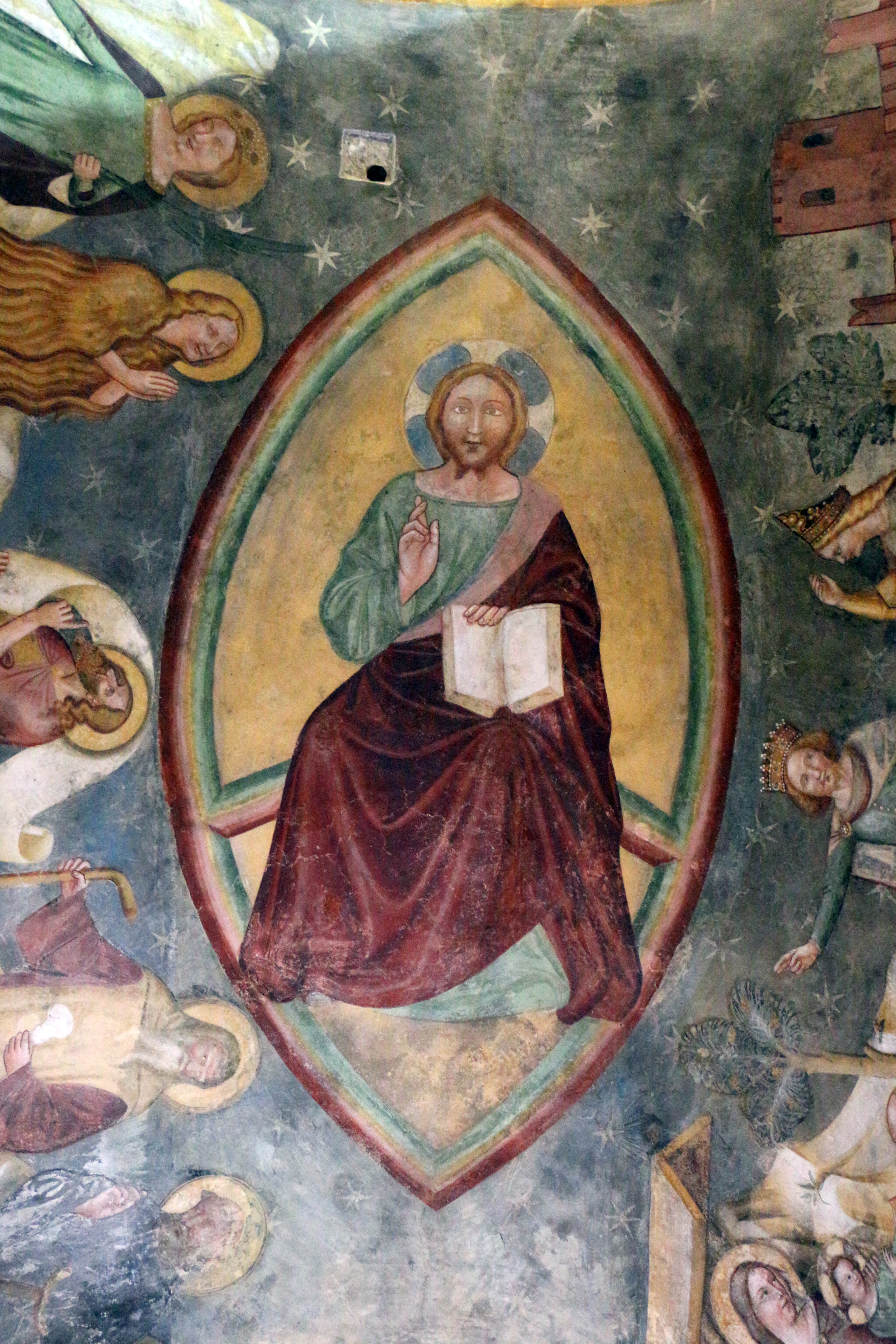
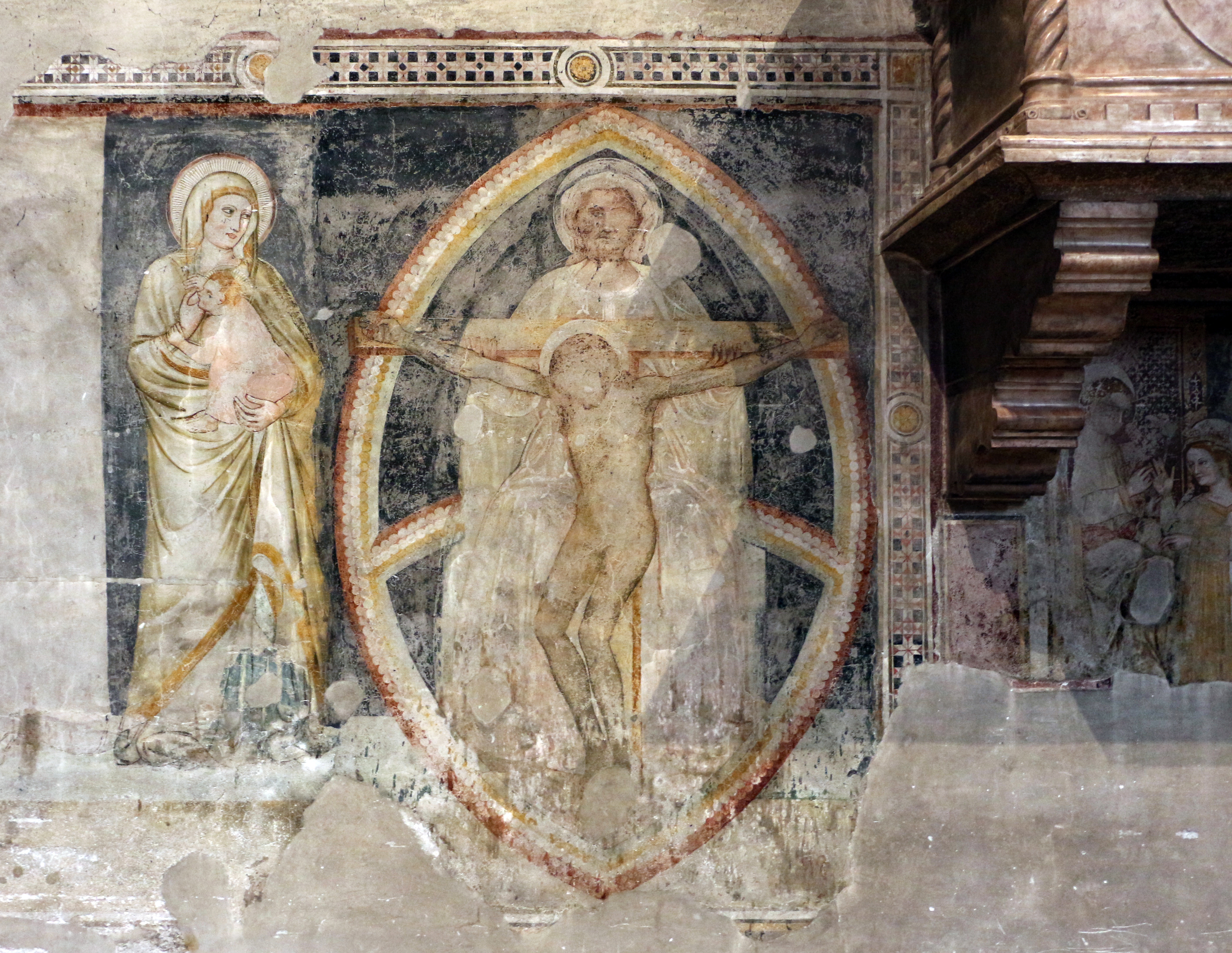
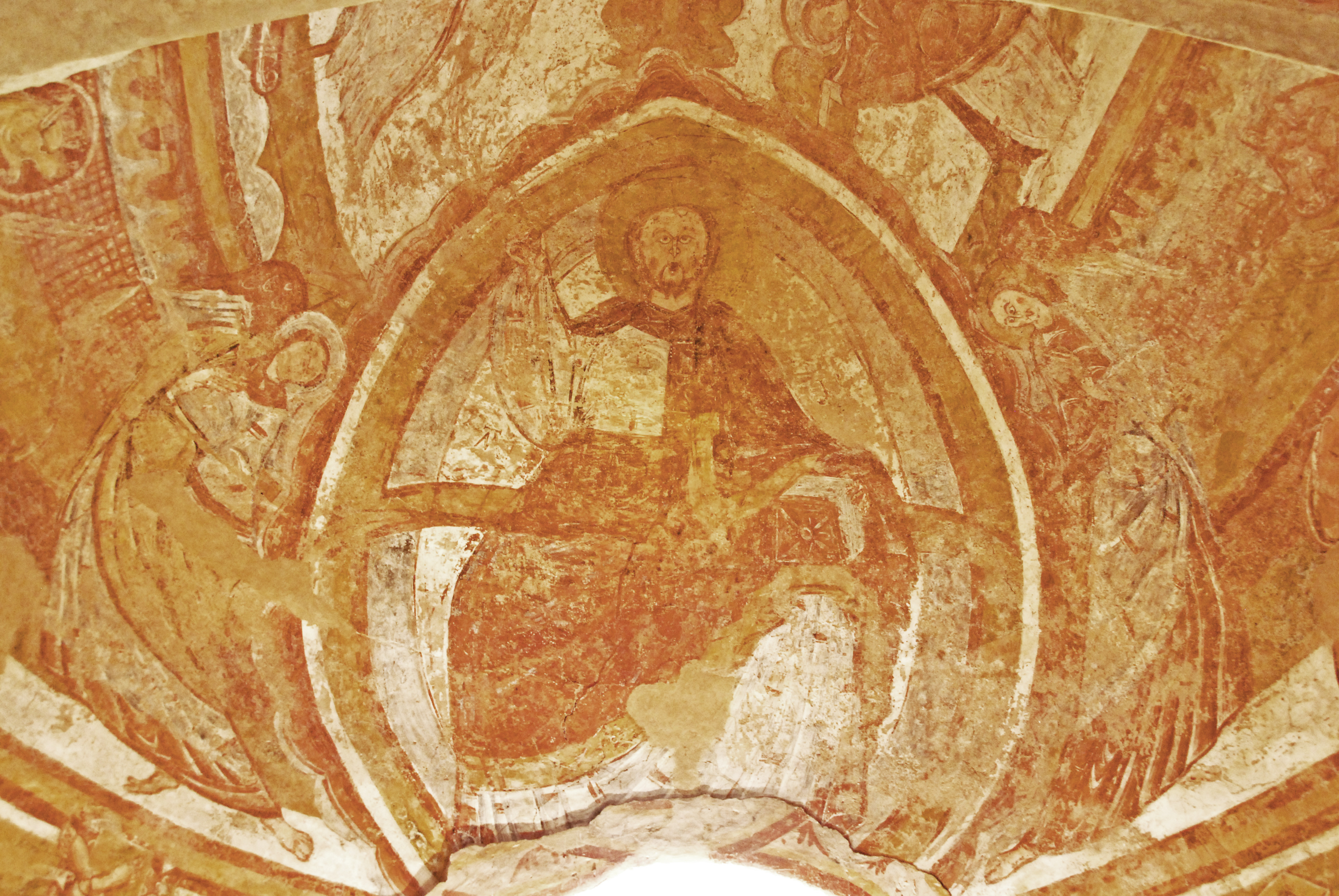
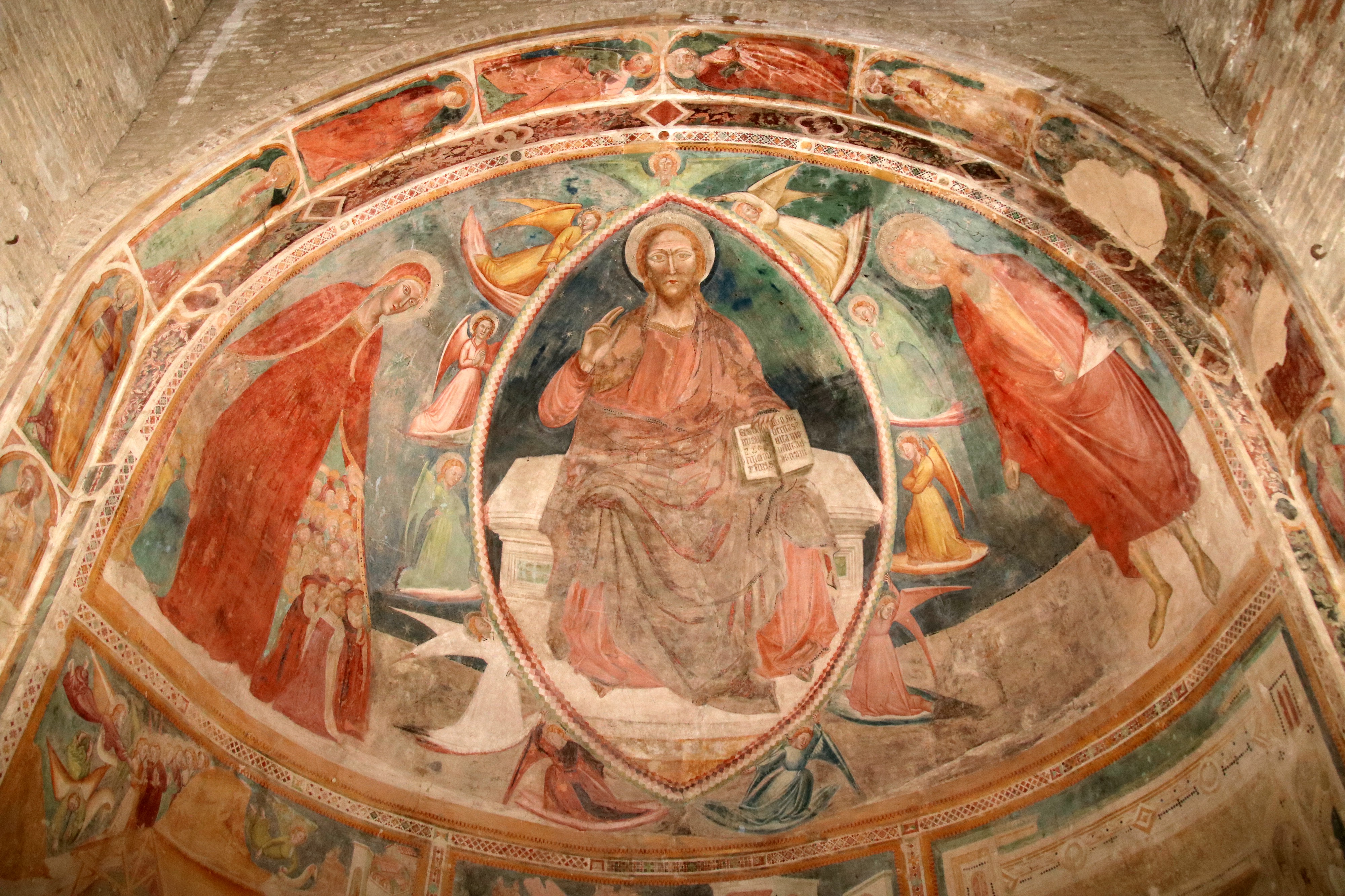
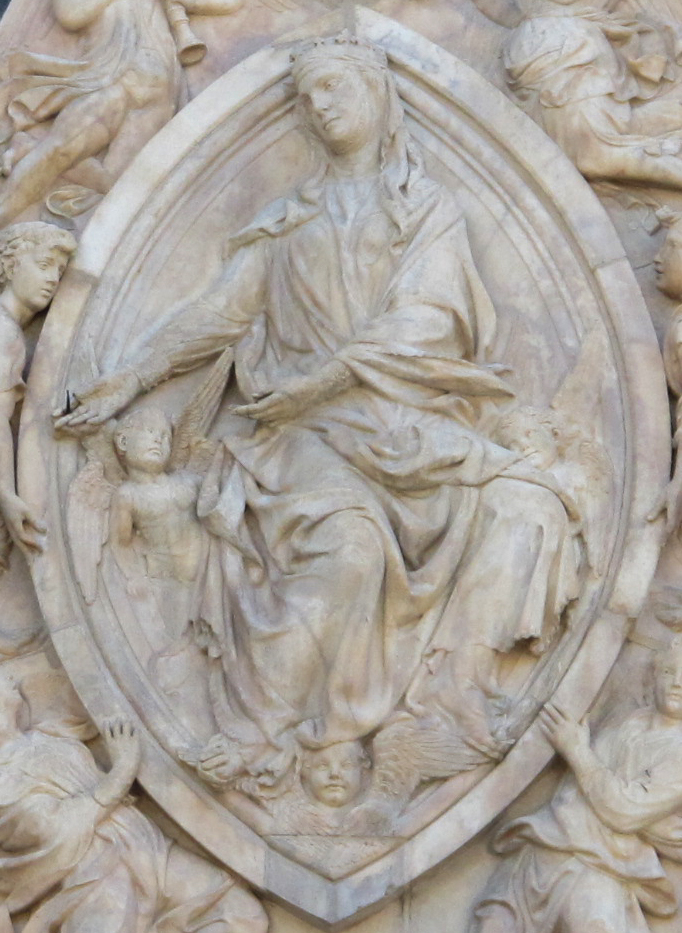
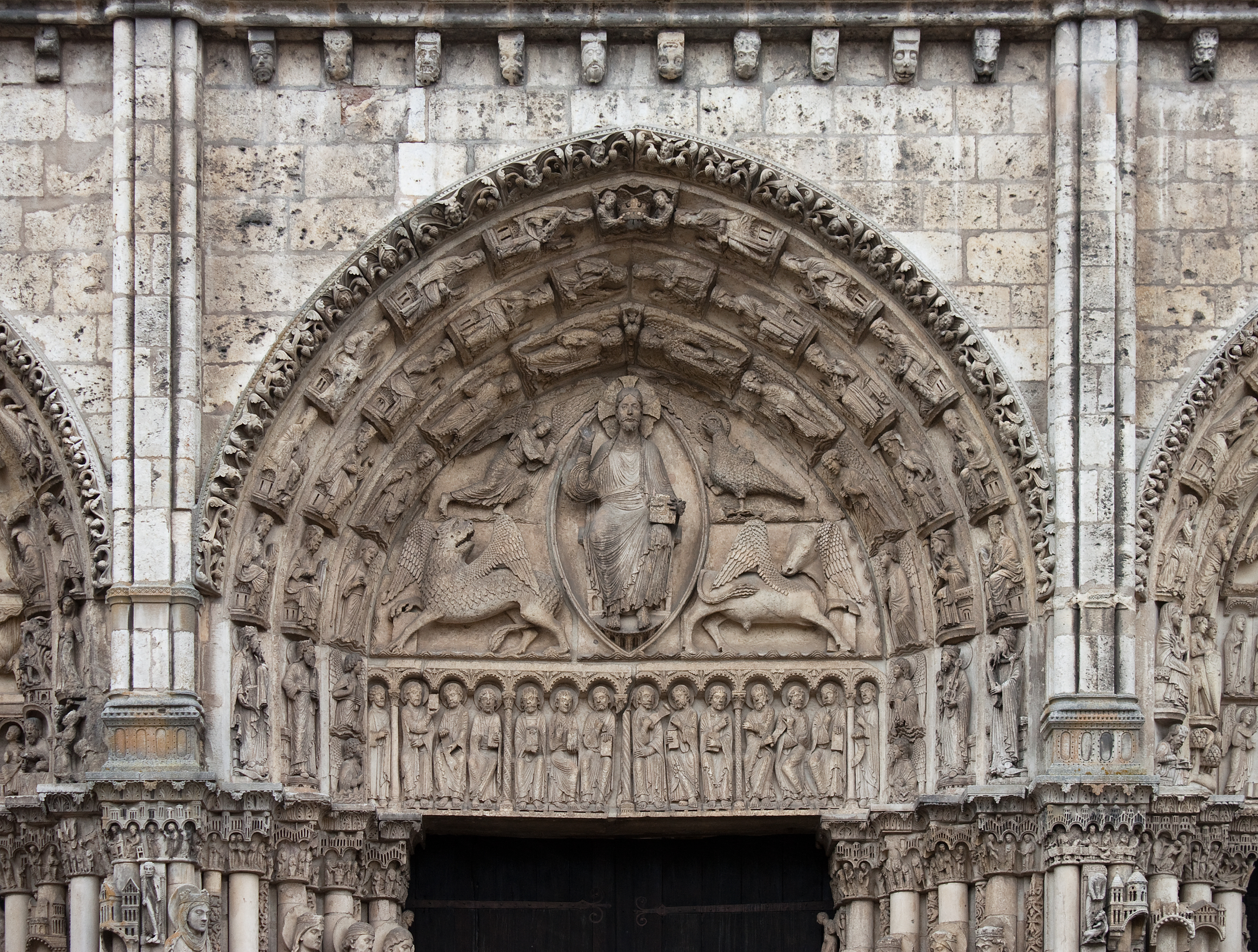
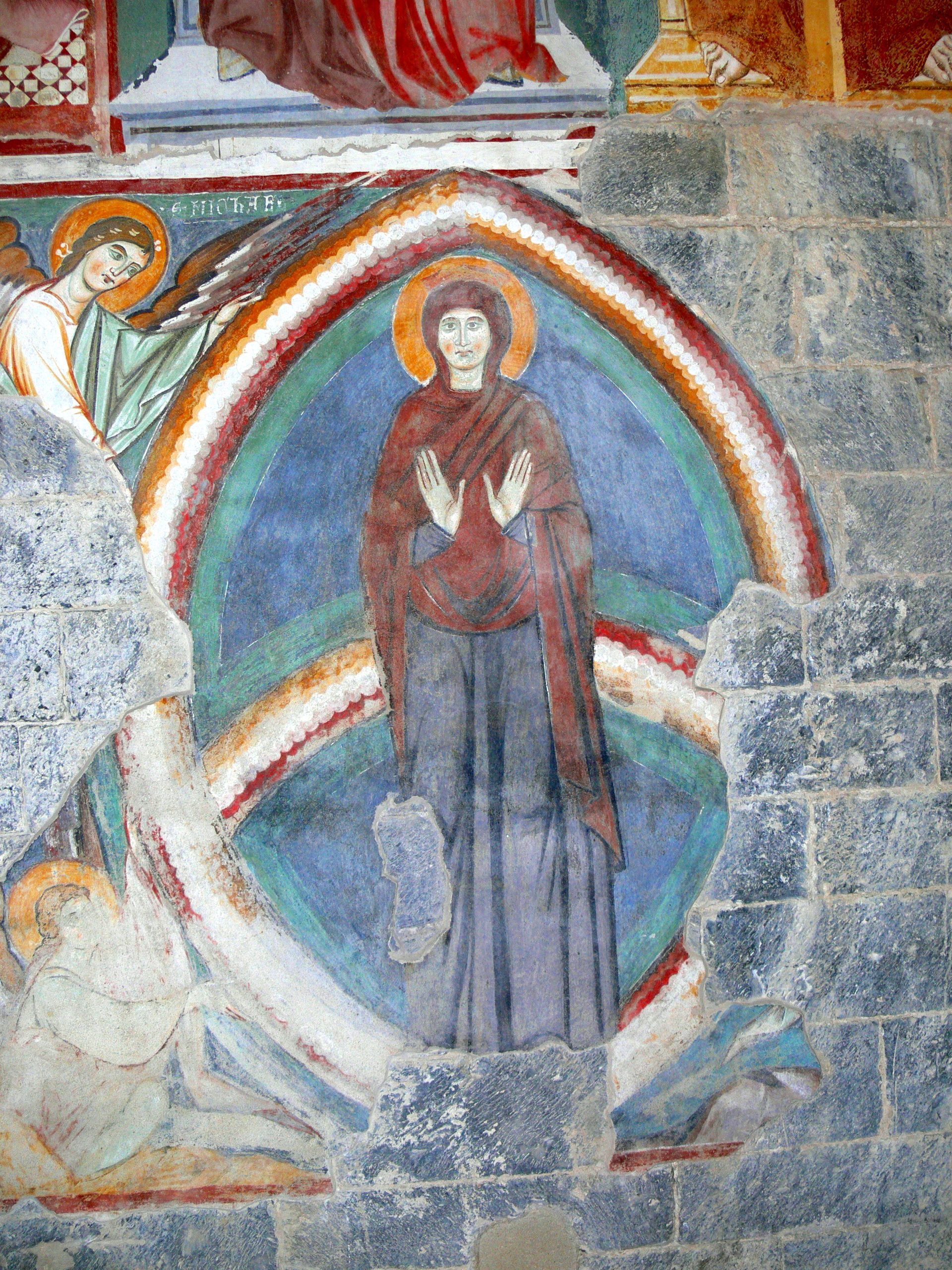
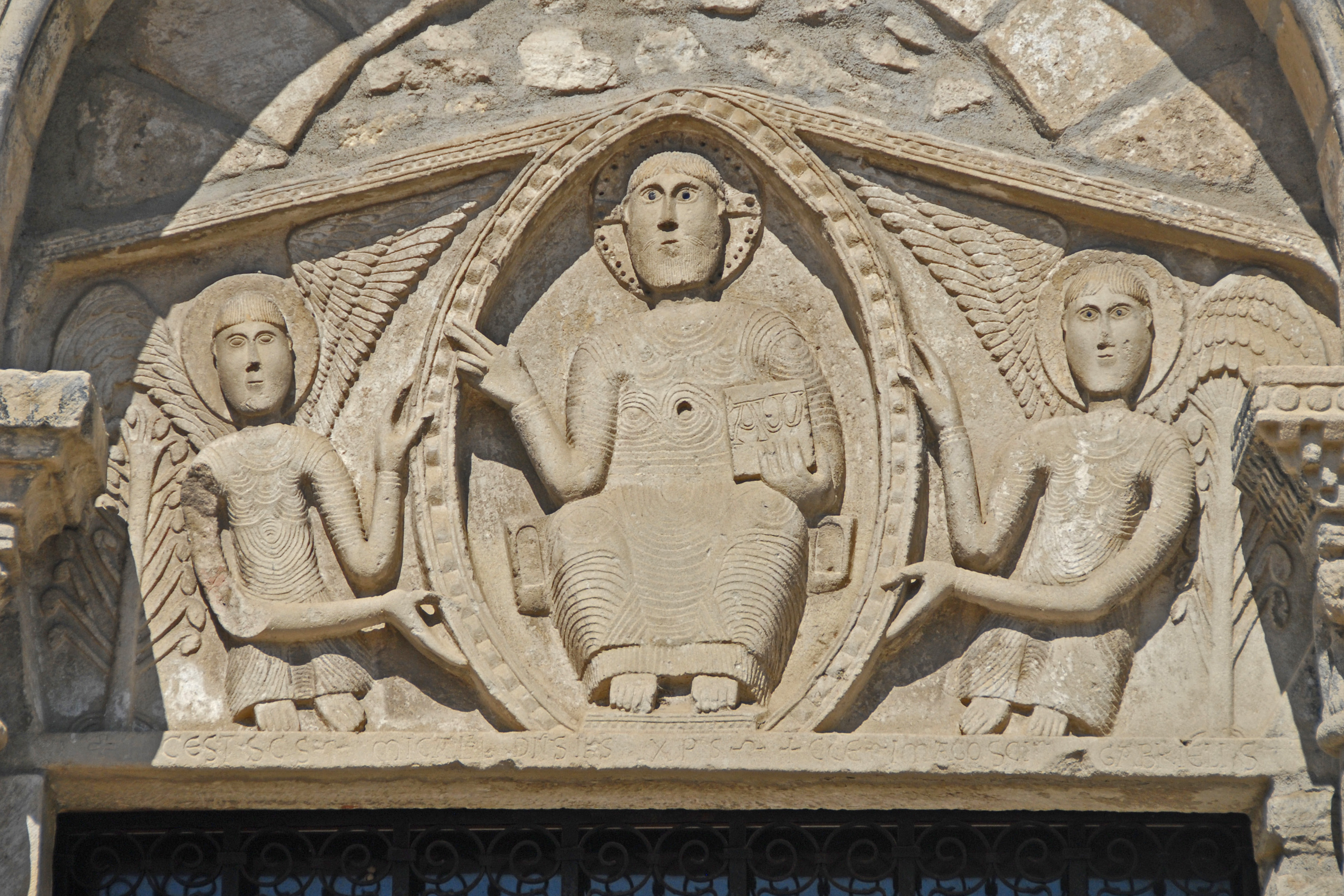
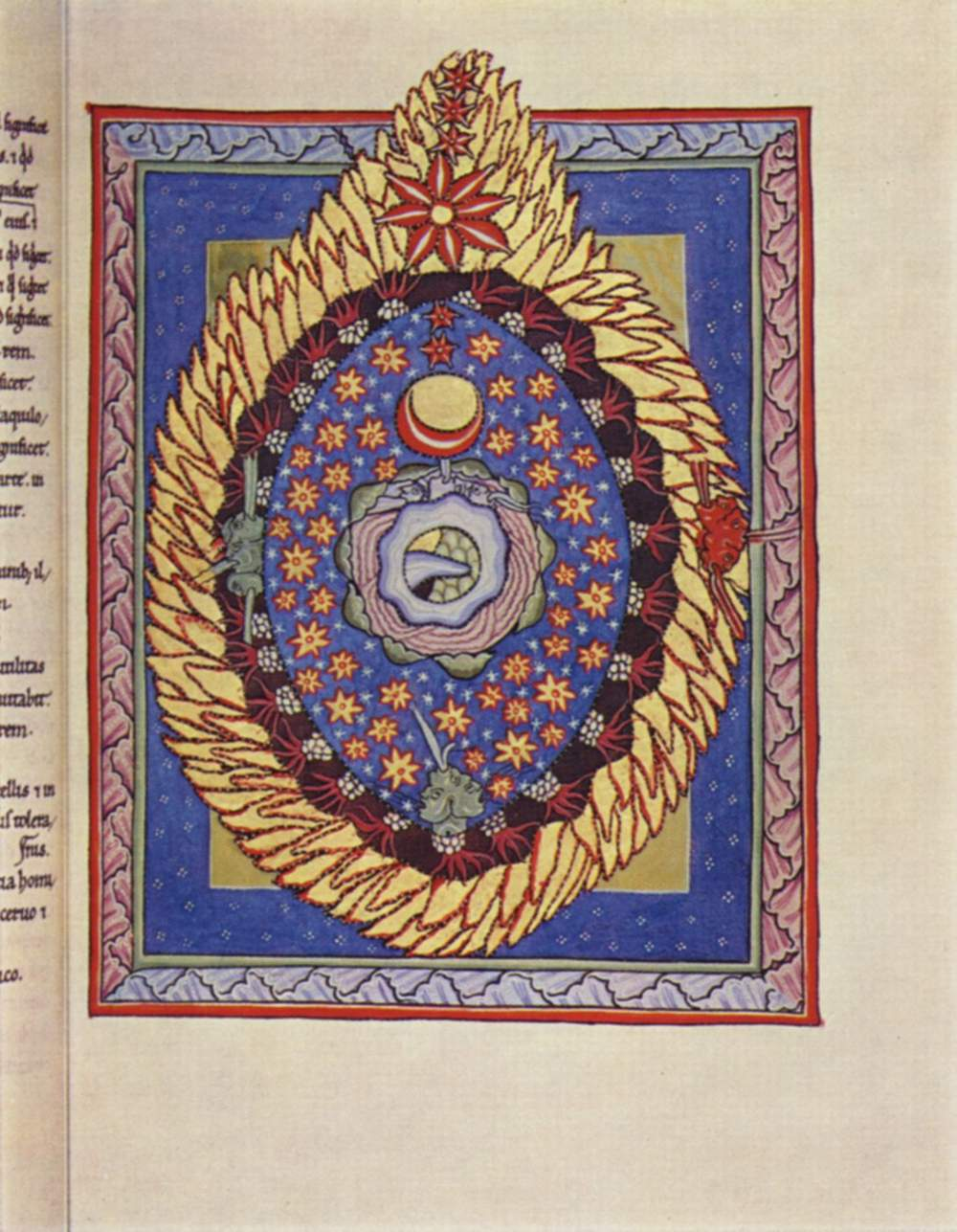
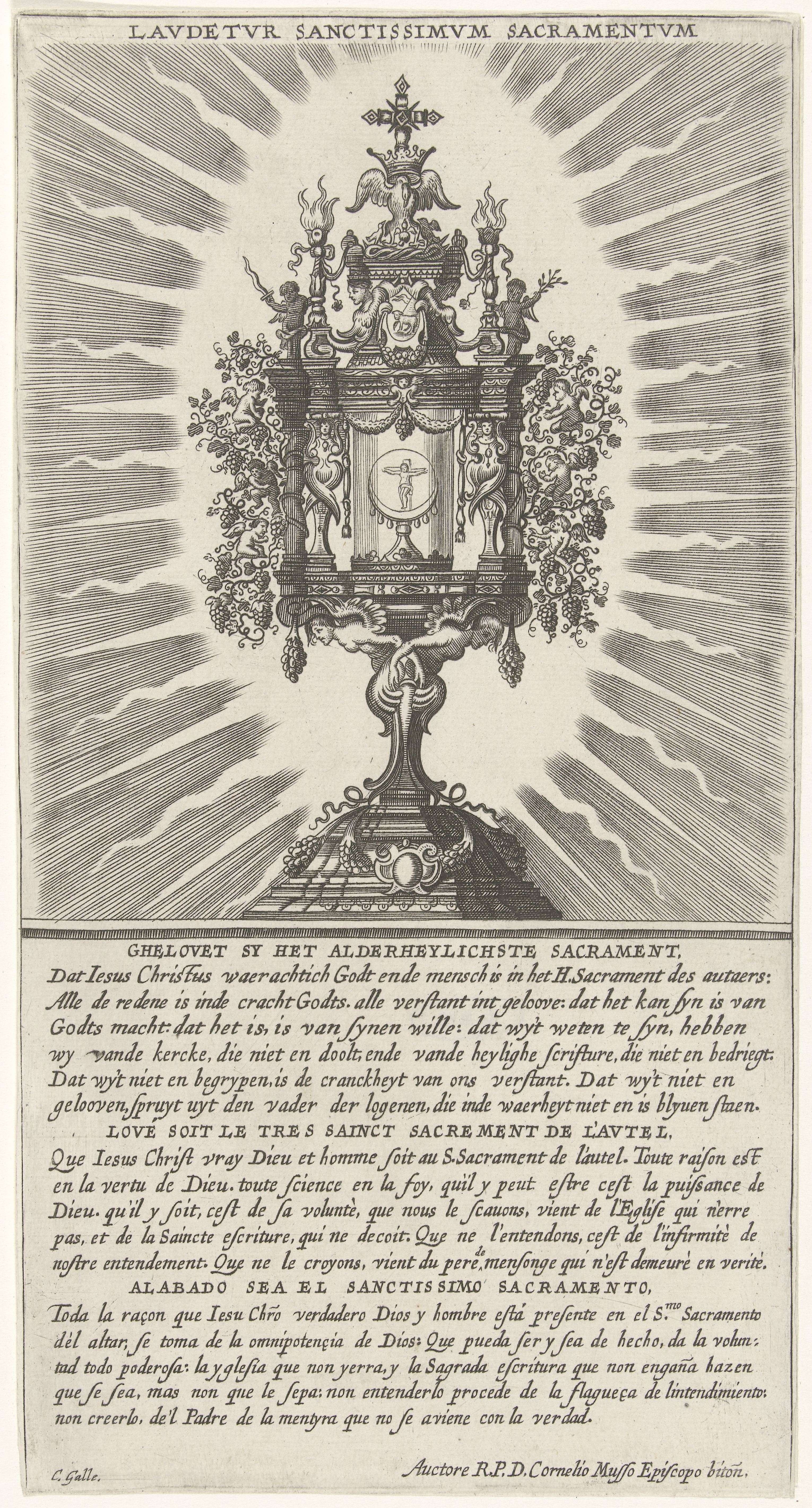
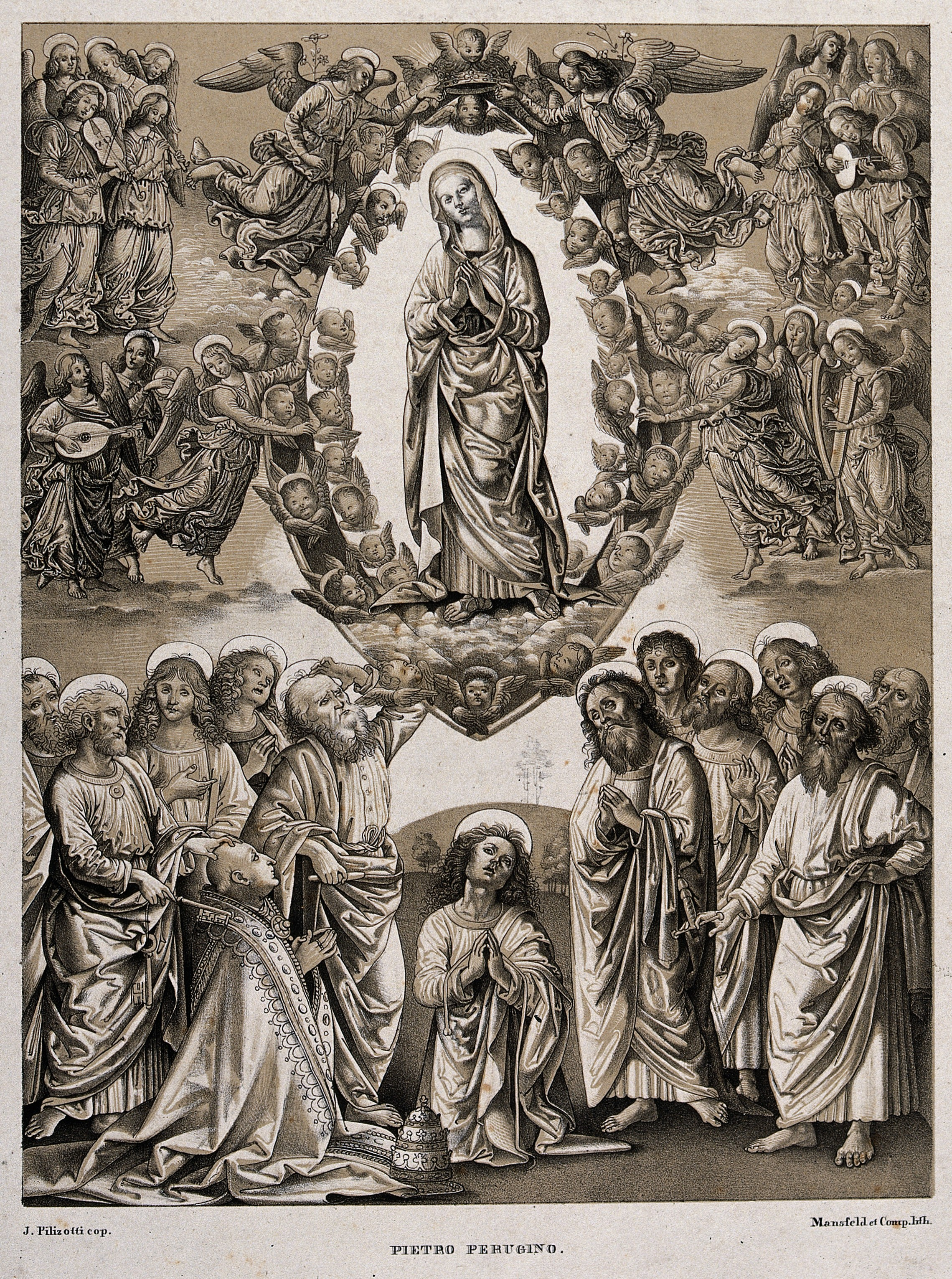
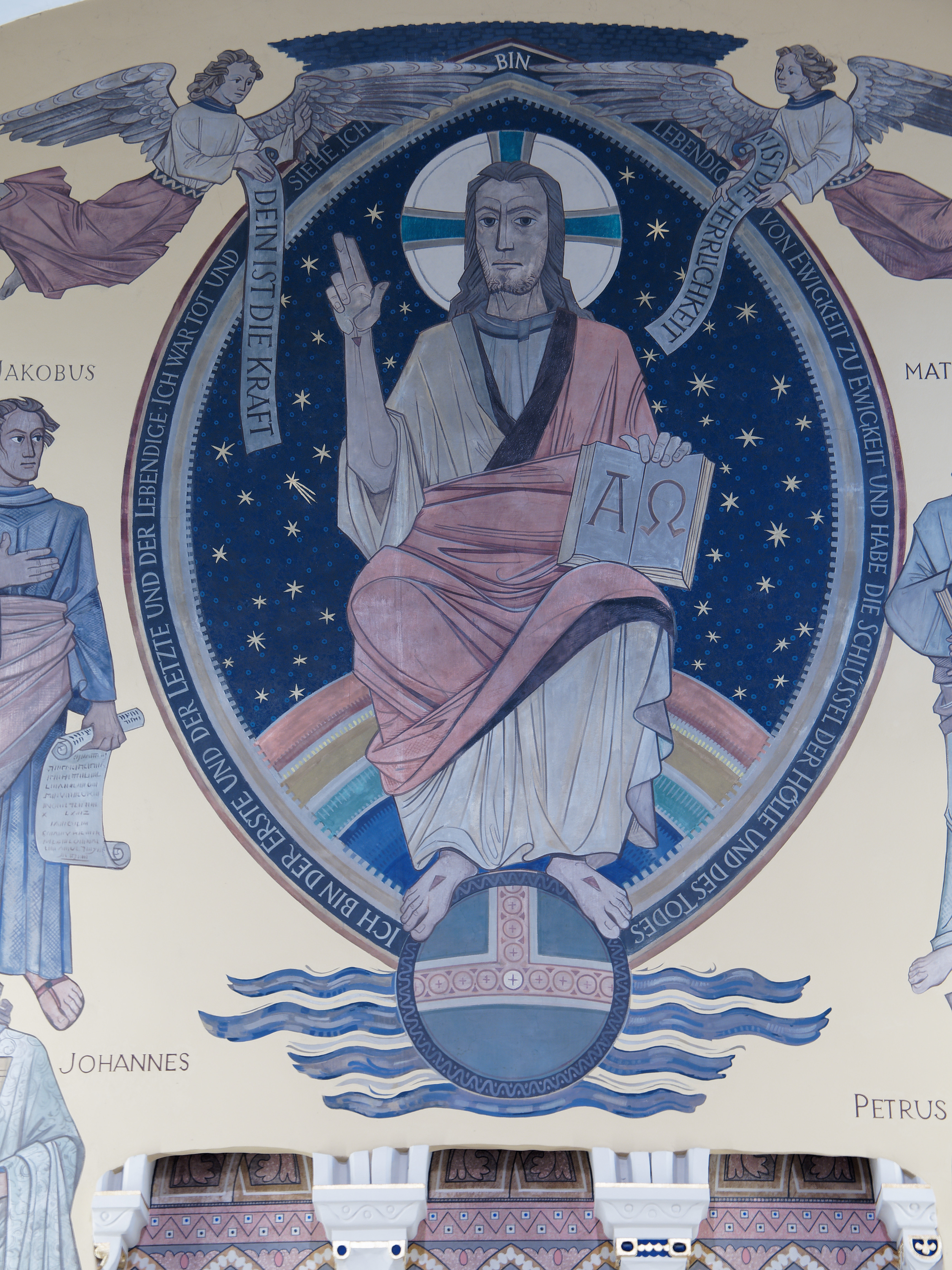
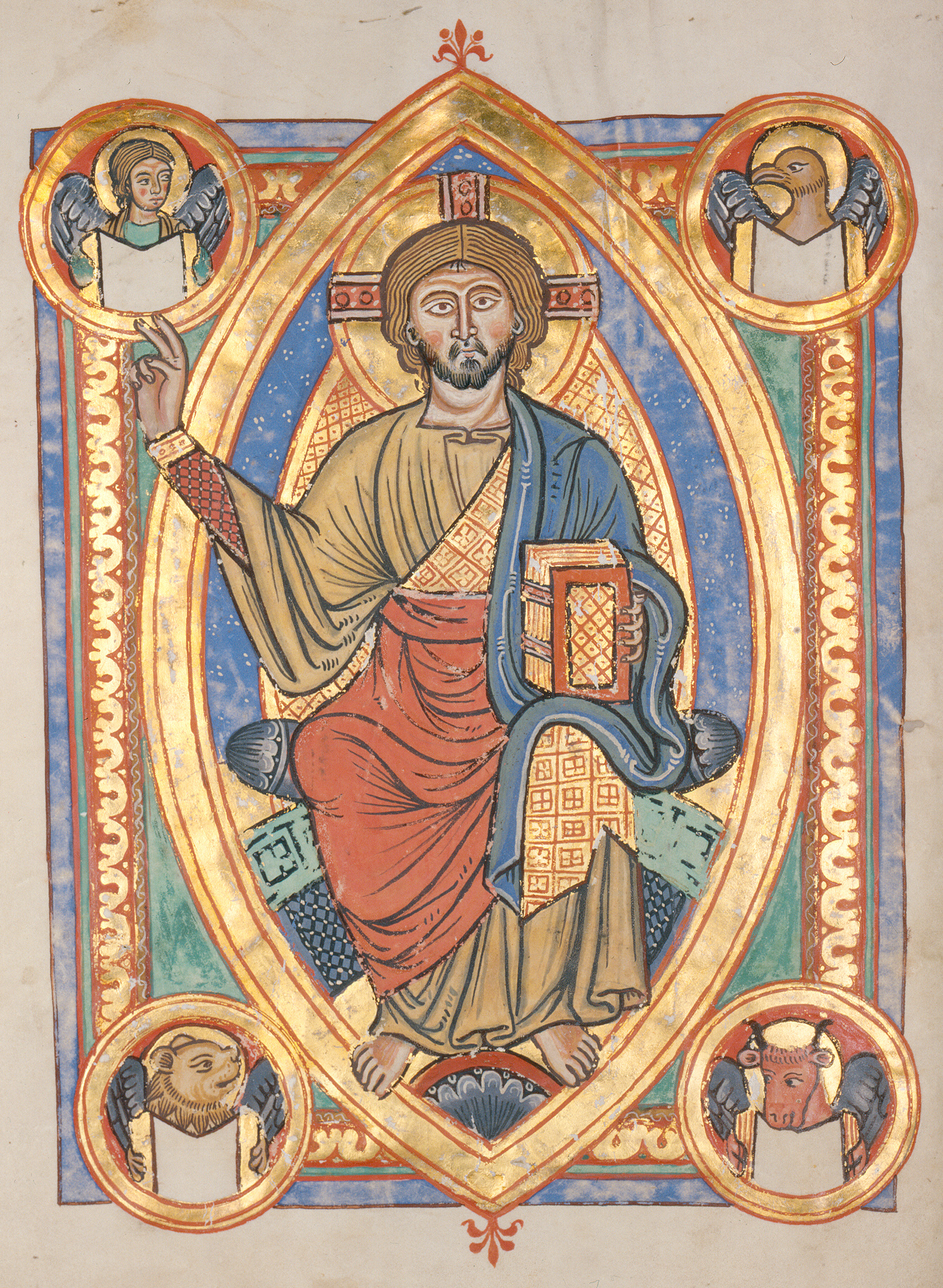
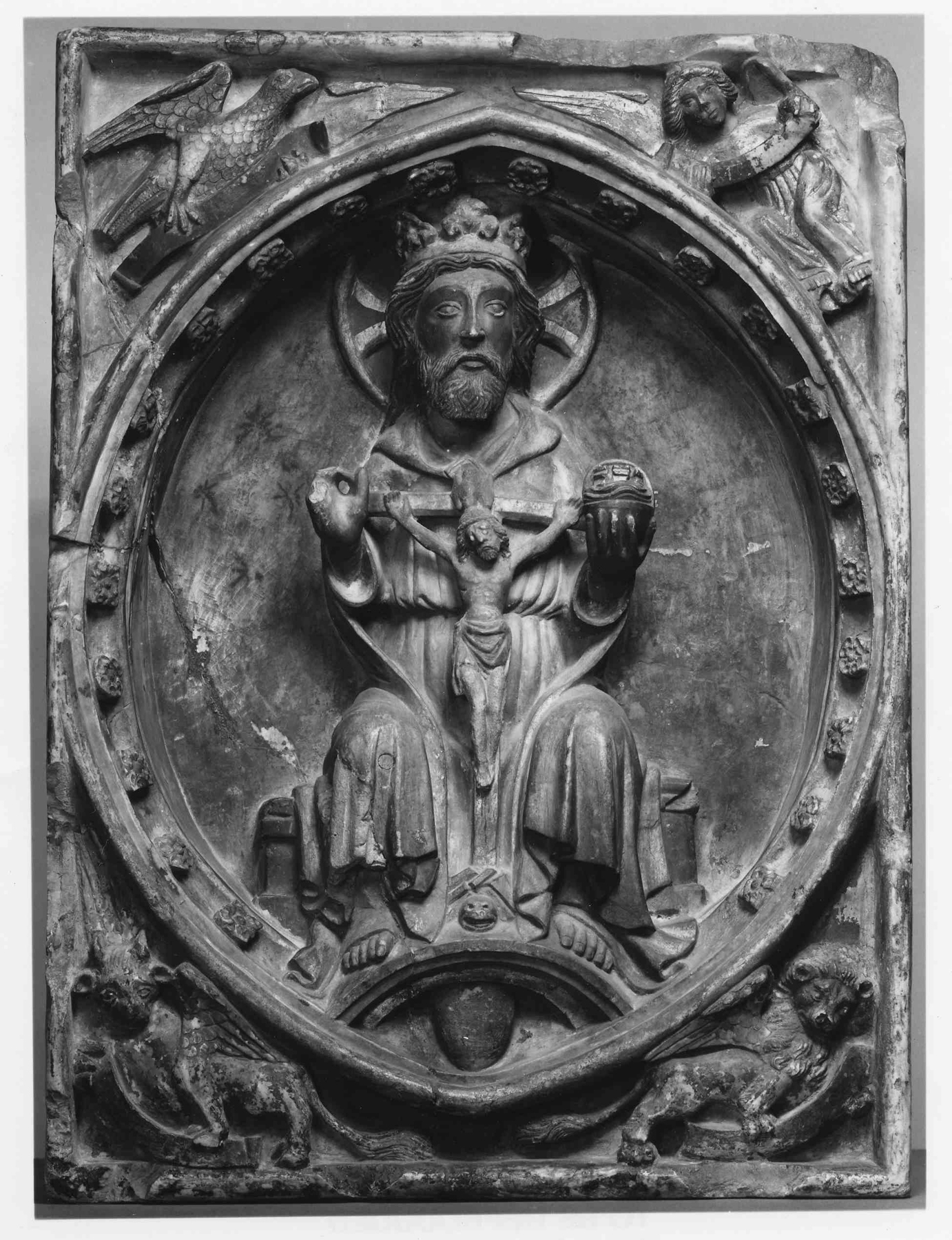
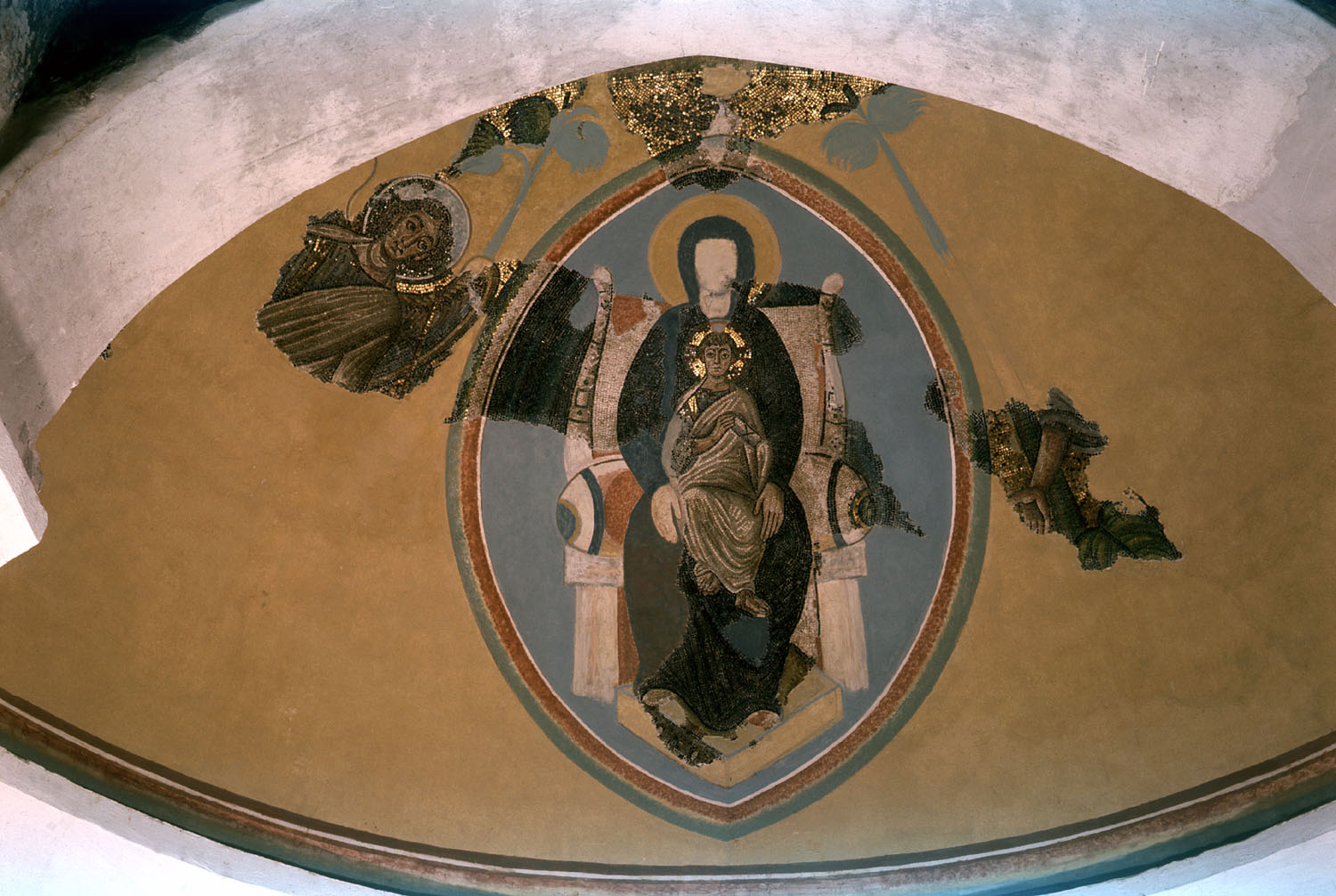
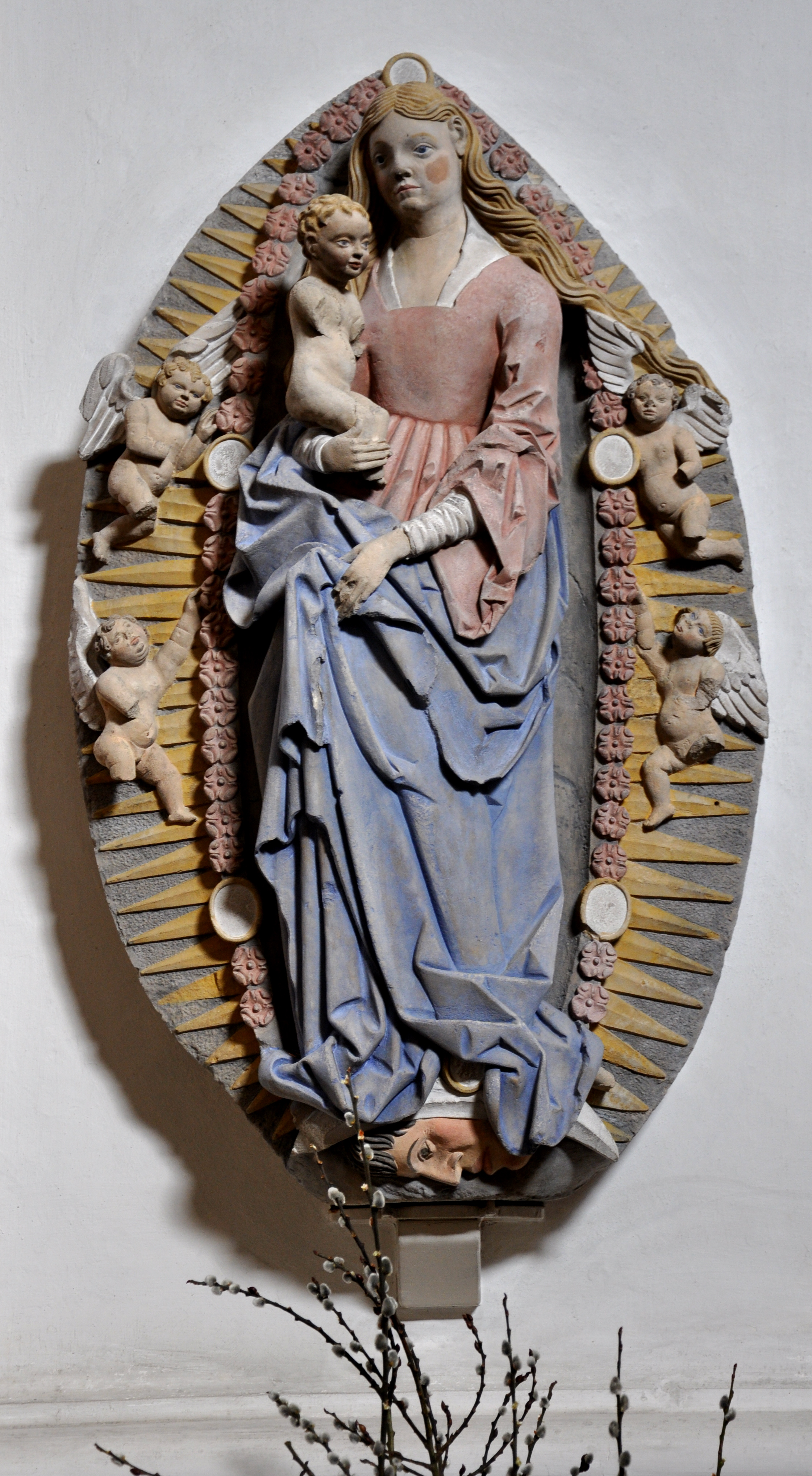
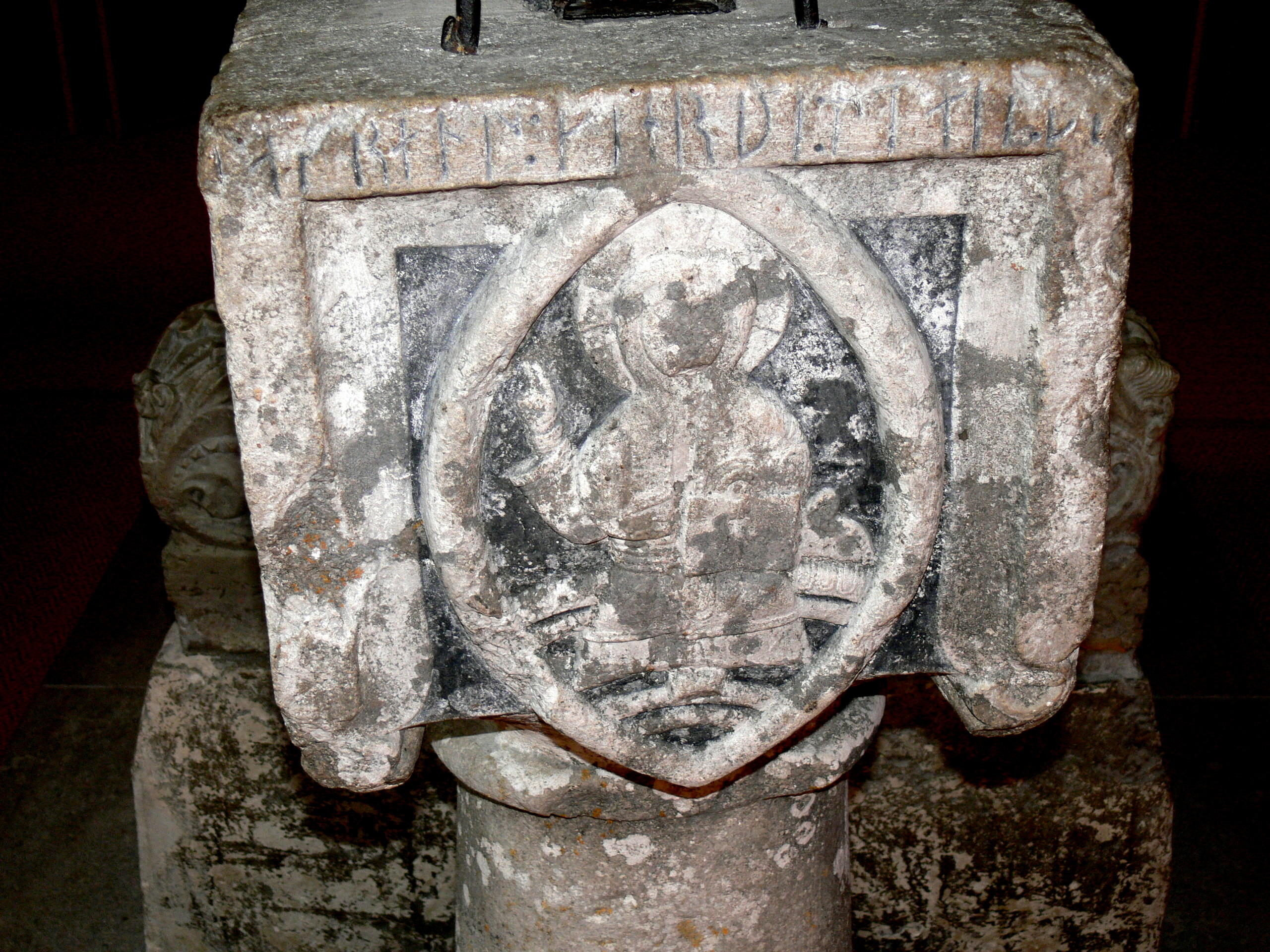
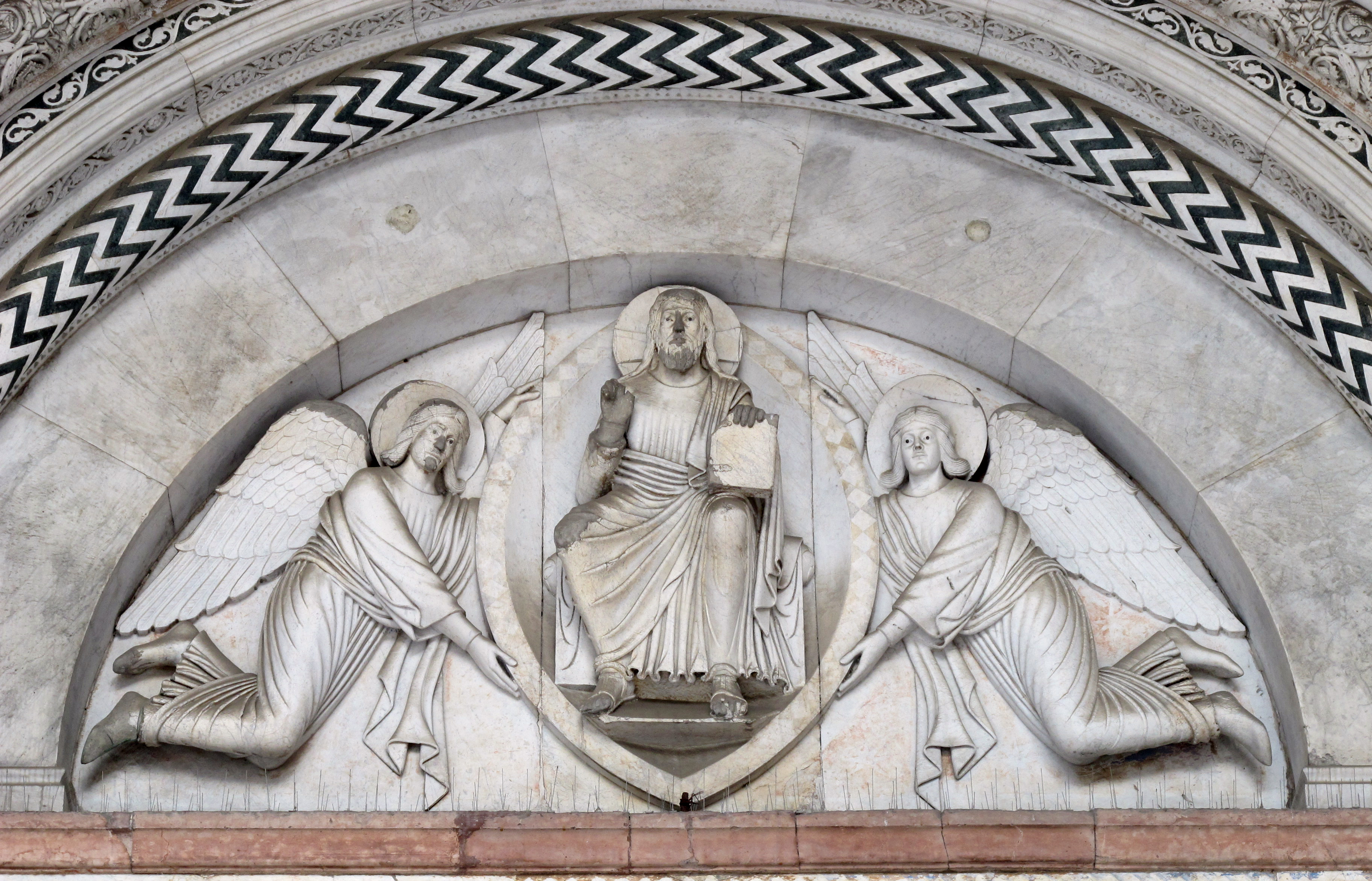
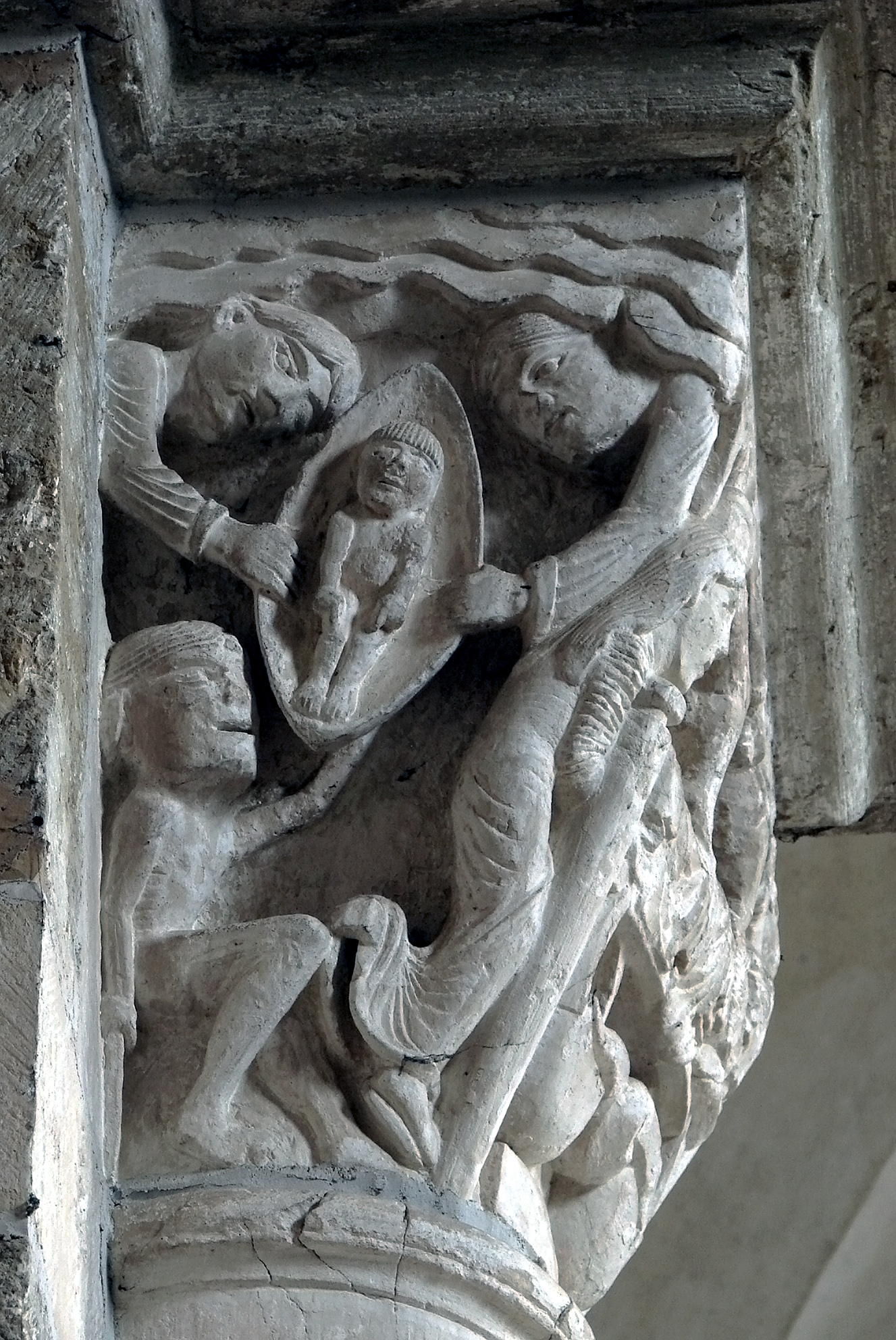